# Апиака (народ)

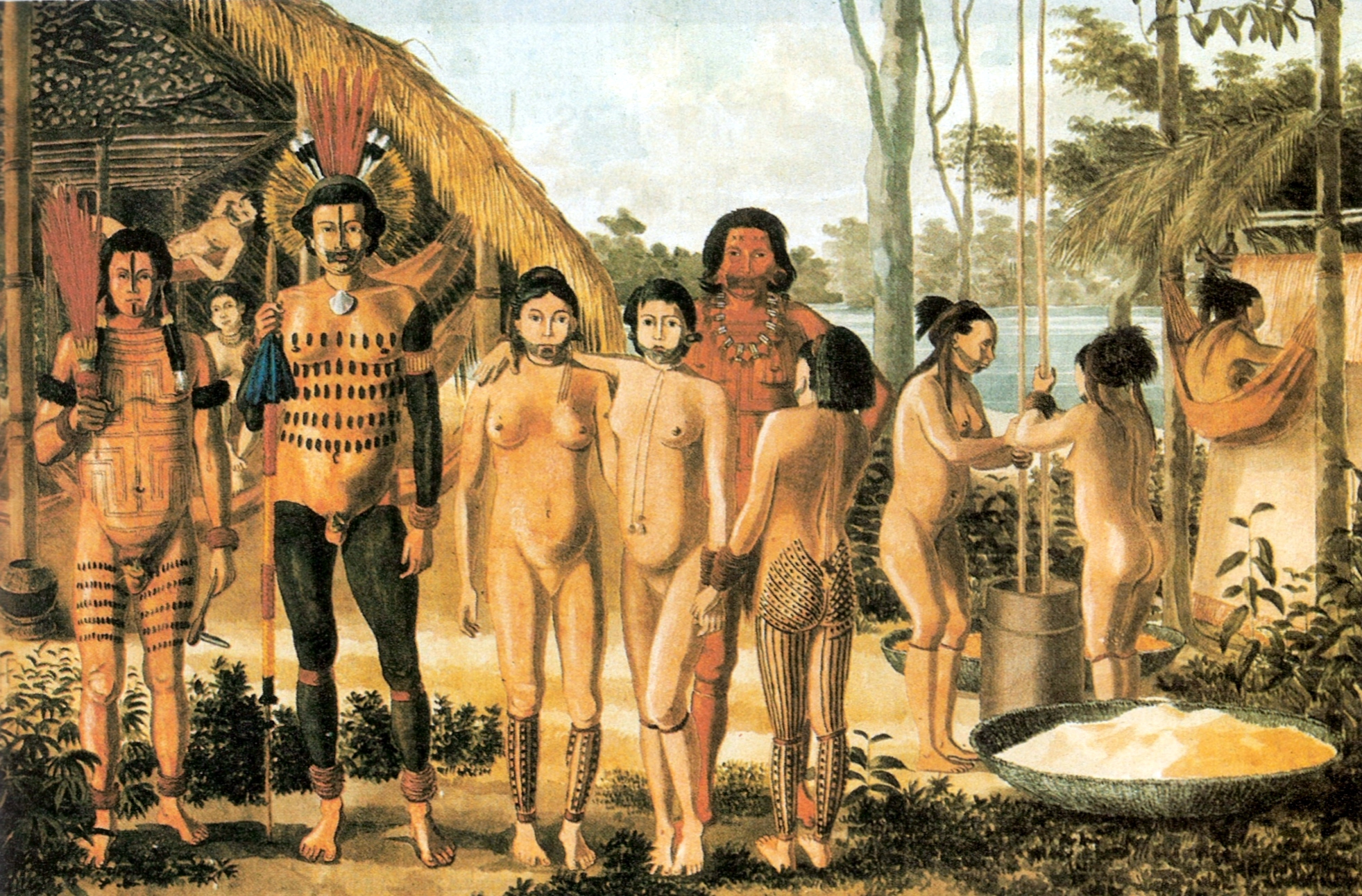
Племя апиака — худ. Эркюль Флоранс, середина 19 в.

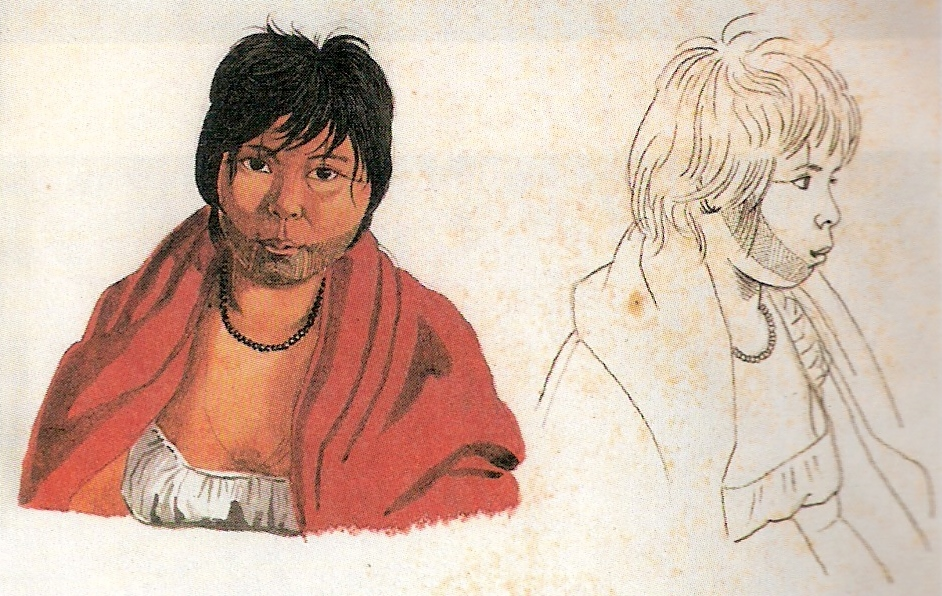
Женщина из племени апиака — худ. Эркюль Флоранс, середина 19 в.

Апиака (порт. Apiaká, Apiacá) — аборигенный народ Бразилии. Данные о численности противоречивы — по разным данным, племя насчитывает от 40 до 200 человек. Говорили на языке апиака семьи тупи-гуарани, в настоящее время язык исчез, племя полностью перешло на португальский. Проживают в штатах Мату-Гросу и Пара.